# Borowa Góra
Borowa Góra este o arie protejată (sit de importanță comunitară — SCI) din Polonia întinsă pe o suprafață de 3,3 ha, integral pe uscat.

## Localizare
Centrul sitului Borowa Góra este situat la coordonatele 50°26′27″N 23°29′56″E / 50.4407°N 23.4989°E.

## Înființare
Situl Borowa Góra a fost declarat sit de importanță comunitară în octombrie 2009 pentru a proteja 1 specie de plante.

## Biodiversitate
Situată în ecoregiunea continentală, aria protejată conține 1 habitat natural: Pajiști uscate seminaturale și facies de acoperire cu tufișuri pe substraturi calcaroase (Festuco-Brometalia) (* situri importante pentru orhidee).
La baza desemnării sitului se află o specie protejată de  plante: papucul doamnei (Cypripedium calceolus).